# De origine et rebus gestis Polonorum libri XXX
De origine et rebus gestis Polonorum libri XXX (O sprawach, dziejach i wszystkich innych potocznościach koronnych ksiąg XXX) – kronika Marcina Kromera w języku łacińskim, wydana w Bazylei w 1555.
Kromer opisał w kronice dzieje Polski do początku panowania Zygmunta Starego (1506). Dzieło skierowane było do czytelników zagranicznych, którym autora zamierzał przybliżyć historię Polski. W 1580 sejm nagrodził tę pracę publicznym podziękowaniem.
Autor kroniki korzystał krytycznie z dzieł Jana Długosza i Macieja Miechowity. Kromer jako pierwszy wyraził też przypuszczenie, że autorem Kroniki polskiej był przybysz z Francji i nazwał go Gallem. Dzieło Kromera podzielone jest na 30 ksiąg, z których każda poświęcona jest określonej epoce, ograniczonej panowaniem jednego lub kilku władców. Odmienny charakter ma księga I, mająca styl traktatu polemicznego, w której autora stara się rozwiązań problem pochodzenia Słowian i poszczególnych narodów słowiańskich.
Kronika była wydawana po łacinie pięciokrotnie: w 1555, 1558, 1568, 1582 i 1589 w drukarniach w Bazylei i Kolonii. W poszczególnych wydaniach autor wprowadzał zmiany. W 1562 wyszedł niemiecki przekład kroniki, zaś w 1611 ukazało się w Krakowie tłumaczenie dzieła na język polski autorstwa Marcina Błażewskiego, zatytułowane O sprawach, dziejach i wszystkich innych potocznościach koronnych ksiąg XXX.
Swego rodzaju kontynuacją kroniki jest inne dzieło Kromera – Polonia sive de situ, populis, moribus, magistratibus et re publica regni Polonici libri duo, opisujące Polskę w XVI w.